# Paramo de Mucuchies
Le Paramo de Mucuchies est un haut plateau du Venezuela situé dans l'État de Mérida. Il culmine à 3 904 mètres d'altitude de moyenne dans la sierra de la Culata.